# Liga Anticlerical
Ligas Anticlericais foram organizações políticas contra a Igreja Católica, geralmente de inspiração no livre pensamento, contando entre seus membros pessoas de tendências protestante, anarquista, maçónica e ateia, fundadas em diversas cidades do Brasil nas primeiras décadas do século XX, em especial na época do Estado Novo.

## História
As primeiras ligas e associações anticlericais e defensoras do livre pensamento foram organizadas no Paraná, São Paulo e Rio de Janeiro no começo do século XX, inspirada nas congêneres europeias. Nasceram em reação à militância política católica que depois ganharia força com Jackson de Figueiredo, Alceu Amoroso Lima, Cardeal Leme, Plinio Corrêa de Oliveira.
Já em 1906, o maçom Everardo Dias propunha uma série de preceitos anticlericais:
1. Não casar religiosamente
2. Não batizar os filhos
3. Não servir de padrinho ou compadre, em casamentos ou batizados
4. Não dar esmolas a associações religiosas, ainda com fins aparentes de caridade
5. Não celebrar funerais, nem assistir a eles, nem pedir orações para os mortos
6. Fazer enterrar civilmente
7. Não se associar nem prestigiar direta ou indiretamente nenhuma cerimônia religiosa
8. Manter, longe do lar e da família, os chamados ministros de Deus
9. Não confiar à igreja nem aos seus adeptos a educação dos filhos

Além de anarquistas, militavam nas Ligas pessoas de outras tendências políticas, unidas pela reação anticlericalismo à ingerência crescente da Igreja Católica, que cresceu no governo do presidente Getúlio Vargas.
Defendiam suas ideias em jornais alternativos como A Lanterna, editado em São Paulo pelo anarquista Edgard Leuenroth, e A Voz da Igreja, publicação da Liga Anticlerical Marquês de Pombal, de Bauru. Foram fundadas também Ligas no Rio de Janeiro (por Armanda Álvaro Alberto e Edgard Sussekind de Mendonça) e no Maranhão.
A partir da repressão movida pelo Estado Novo as ligas anticlericais e associações do livre pensamento começaram a serem dissolvidas em meados dos anos de 1930.